# 英明高等学校
英明高等学校 （えいめいこうとうがっこう）は、香川県高松市亀岡町に所在する私立高等学校。

## 概要
かつては香川県明善中学校、香川県明善短期大学も併設していたが、中学校は2002年より休校中で、短期大学は2004年3月に閉学した。高松市国分寺町国分にもグラウンドなどを備えた校地がある。旧短大の英語科（2001年廃止）の校舎を転用している。

## 設置学科

### 普通科
- 特別進学コース
- 進学コース
- 情報コース
  - クリエイト系
  - システム系
- 総合コース
  - 総合進学系
  - 福祉系
  - 保育系
  - 食物調理系
  - 音楽系
  - 美術デザイン系
  - スポーツ科学系
  - 観光系
  - 商業系
- ワンステップコース[1]

かつては音楽科もあったが、2004年度より募集停止し、2006年3月の卒業生をもって廃止された。音楽を学びたい場合は総合コースの音楽系で学ぶことが可能である。

## 沿革
- 1917年4月 - 私立明善高等女学校開校。山川波次校長就任。
- 1940年3月 - 都崎発太郎校長就任。
- 1945年
  - 6月 - 斎藤勇校長就任。
  - 7月 - 高松空襲により全校舎焼失。
- 1947年4月 - 新制中学校、香川県明善中学校設置。
- 1948年4月 - 新制高等学校、香川県明善高等学校設置。
- 1965年4月 - 西本共介校長就任。
- 1968年
  - 4月 - 高等学校に音楽科を設置。
  - 11月 - 創立50周年記念式挙行。同窓会館落成。
- 1973年4月 - 中村一郎校長就任。
- 1977年11月 - 創立60周年記念式挙行。
- 1983年4月 - 片山信義校長就任。
- 1985年3月 - 本館校舎完成。
- 1987年10月 - 創立70周年記念式挙行。
- 1993年4月 - 土居一郎校長就任。
- 1996年4月 - コンピューター教室完成。全館空調設備完備。
- 1997年11月 - 創立80周年記念式挙行。
- 1998年5月 - 香川県明善高等学校スポーツセンター完成。
- 1999年8月 - 新図書室・音楽ホール完成。
- 2000年3月 - 新体育館完成。
- 2001年4月 - 校名を英明高等学校と改め、男女共学となる。真部卓一校長就任。
- 2002年
  - 3月 - 英明センター完成。
  - 4月 - 中学校休校。
- 2003年10月 - 国分寺トレーニングセンター完成。
- 2004年
  - 4月 - 進路センター開設。
  - 9月 - マルチメディア教室完成。憩いの広場完成。
  - 12月 - 国分寺学舎に野球練習場完成。
- 2005年5月 - 国分寺学舎連絡道路完成。
- 2006年3月 - 音楽科廃止。
- 2007年5月 - サウスウイング（南門校舎）完成。
- 2009年3月 - 英明タワー（高層11階建教棟）完成。
- 2010年 - 第92回全国高等学校野球選手権大会初出場
- 2013年（完成月不明） - 英明レストラン完成。
- 2014年8月 - 明友ホール運営開始。
- 2022年4月 ⁻ ワンステップコース設立。
- 2023年
  - 3月 - 第95回記念選抜高等学校野球大会にて同大会初勝利。
  - 4月 ⁻ 商業系・観光系独立（旧ビジネス・観光系）。
- 2025年4月 ⁻ 通信制課程併設。

## 学園祭
- 英明祭

## 入学試験
例年、1月中頃に1次募集、2月中頃に自己推薦入試の2次募集、3月の公立高校入試合格発表後に3次募集が行われている。1次・2次募集の入試結果の「チャレンジ認定」は、この日程での入試は不合格だが2次・3次募集での敗者復活が認められるという意味である。「不合格」は敗者復活が認められない。

## 部活動
- バドミントン
  - 香川県高校総体バドミントン競技団体優勝
- サッカー
- 柔道
  - 全日本ジュニア柔道選手権大会香川県予選個人100㎏超級優勝
- 剣道
- 硬式テニス
- 卓球
- 陸上競技
  - 全国高等学校駅伝競走大会女子出場19回（最高8位）
- バスケットボール
  - 全国高校総体女子出場27回
  - 全国高等学校バスケットボール選抜優勝大会女子出場20回
- バレーボール
  - 春の高校バレー女子出場4回
  - 春の高校バレー女子出場11回
- 硬式野球
  - 選抜高等学校野球大会出場3回
  - 全国高等学校野球選手権大会出場4回
  - 明治神宮野球大会出場2回

## 著名な出身者
- 平山智加（競艇選手）
- 植村真理（女流棋士）
- 山口由子（タレント、シンガーソングライター）
- 桝見咲智子（陸上競技選手）
- 井上愛（バスケットボール選手、新潟アルビレックスBBラビッツ）
- 中山樹（バスケットボール、新潟アルビレックスBBラビッツ）
- 金澤英果（バスケットボール、新潟アルビレックスBBラビッツ）
- 松本竜也（元プロ野球選手、読売ジャイアンツ）
- 田中耀飛（元プロ野球選手、東北楽天ゴールデンイーグルス）
- 寿賀弘都（プロ野球選手、オリックス・バファローズ）
- 濱口草太（プロサッカー選手、カマタマーレ讃岐）
- 小山聖也（プロサッカー選手、カマタマーレ讃岐）
- 福良拳（ふくらP）（YouTuber、QuizKnockライター）
- なりたもえこ（漫画家、脚本家）
- 野口春香（アナウンサー、現NHK高松放送局契約キャスター）

## 最寄駅
- 高松琴平電気鉄道琴平線: 瓦町駅
- 四国旅客鉄道高徳線: 栗林公園北口駅

なお、国分寺学舎の最寄り駅はJR四国予讃線: 国分駅